# Тютьково (Ковилкінський район)
Тю́тьково (рос. Тютьково, ерз. Тюткова) — селище у складі Ковилкінського району Мордовії, Росія. Входить до складу Красношадимського сільського поселення.
Населення — 10 осіб (2010; 25 у 2002).
Національний склад станом на 2002 рік:
- мордва — 80 %